# Osiedle Sierakowo
Osiedle NR 5 „Sierakowo” – jednostka pomocnicza gminy, osiedle w województwie wielkopolskim, w powiecie rawickim, w gminie Rawicz.
Osiedle obejmuje ulice: Rolnicza (oprócz numerów 5, 6a, 7, 9), Nowa, Stawowa, Środkowa, Cicha, Różana, Miła, Tęczowa, XXX-lecia, Spacerowa, Ogrodnicza (numery parzyste), Skromna, Wspólna, Sierakowska, Witosa, Polna, Piaskowa, Widna, Jasna, Wiosenna, Letnia, Jesienna, Łaszczyńska i Zimowa. 
Na osiedlu znajdują się m.in. trzy sklepy spożywcze, stacja paliw Orlen oraz salon fryzjerski. Osiedle NR 5 „Sierakowo” skomunikowane jest linią nr 3 autobusów miejskich.